# Бикеле (Габон)
Бикеле (фр. Bikele) — город в провинции Эстуарий на северо-западе Габона. Находится в 12,9 км к востоку от Либревиля. Расположен на высоте 165 метров над уровнем моря. Население составляет 1100 человек.

## Климат
Средняя годовая температура составляет 21° С. Самый жаркий месяц январь (22° С), самый холодный — октябрь (20° С). Среднегодовое количество осадков 3039 мм в год. Самый дождливый месяц ноябрь (602 мм осадков), а самый сухой — июль (3 мм осадков).